# Abraham de Bruyn

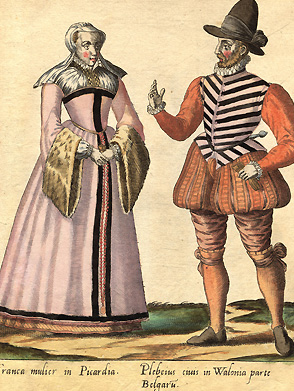
Kostym ritade av Abraham de Bruyn

Abraham de Bruyn, född 1540 och död 1587 var en flamländsk kopparstickare, verksam i Antwerpen och Köln.
Abraham de Bruyn är mest bekant genom sina kulturhistoriskt värdefulla kostymstick, därav en serie kyrkliga dräkter, men utförde även porträtt, bland annat av flera samtida furstliga personer.